# Gallicano nel Lazio
Gallicano nel Lazio – miejscowość i gmina we Włoszech, w regionie Lacjum, w prowincji Rzym.
Według danych na rok 2004 gminę zamieszkiwało 4569 osób, 175,7 os./km².